# آبااوی‌سولنوک
آبااوی‌سولنوک (مجاری: Abaújszolnok) یک سکونتگاه مسکونی در مجارستان است که در بورشود-آبااوی-زمپلن واقع شده‌است.